# Cocoșari
Cocoșari – wieś w Rumunii, w okręgu Vrancea, w gminie Gura Caliței. W 2011 roku liczyła 101
mieszkańców